# Parachrysopiella pallidicornis
Parachrysopiella pallidicornis is een insect uit de familie van de gaasvliegen (Chrysopidae), die tot de orde netvleugeligen (Neuroptera) behoort. 
Parachrysopiella pallidicornis is voor het eerst wetenschappelijk beschreven door Penny in 1996.